# プリメーラ・ディビシオン・デ・ボリビア
プリメーラ・ディビシオン・デ・ボリビア（Primera División de Bolivia）、ディビシオン・プロフェシオナル（División Profesional）は、ボリビアの国内サッカーリーグのトップディビジョンである。2017年までリーガ・デ・フットボル・プロフェシオナル・ボリビアーノ（スペイン語: Liga de Fútbol Profesional Boliviano、スペイン語発音: [ˈliɣa ðe ˈfutβol pɾofesjoˈnal βoliˈβjano], 英語: Bolivian Professional Football League、略称LFPB）と呼ばれていた。2017年5月にLFPBが解散することを表明し、2018年4月にボリビアサッカー連盟がLFPBの資産・運営権限を継承し「ディビシオン・プロフェシオナル」に改名された
。

## リーグ概要
ボリビアでは1914年に首都ラパスでアマチュアリーグが始まったが、全国規模のリーグ戦は長らく存在しなかった。1960年から1976年まではコパ・リベルタドーレス出場クラブを決定するコパ・シモン・ボリバルという全国規模のトーナメント戦が行われ、1977年にプロリーグが発足した。コパ・シモン・ボリバルの名称は、現在はボリビア2部リーグ（セグンダ・ディビシオン）の名称として使用されている。
開催期間は南米の他の多くの国と同様に暦年方式。2005-06シーズンのみ越年方式で開催されたが、2007年から再び暦年方式に戻った。（2011-12～2016-17シーズンは越年方式、2018年からは暦年方式）2003年からは前後期制（アペルトゥーラとクラウスーラ）が導入されている。
シーズン終了後、16位クラブはコパ・シモン・ボリバルへ自動降格。コパ・シモン・ボリバル1位クラブは自動昇格。15位クラブとコパ・シモン・ボリバルの2位クラブはH&A方式の入れ替え戦を行い、勝者が昇格する。

## 2020シーズン所属クラブ
| クラブ名                     | ホームタウン                   |
| ---------------------------- | ------------------------------ |
| オールウェイズ・レディ       | エル・アルト                   |
| アトレティコ・パルマフロール | キヤコヨ                       |
| アウロラ                     | コチャバンバ                   |
| ブルーミング                 | サンタ・クルス・デ・ラ・シエラ |
| ボリバル                     | ラパス                         |
| グアビラ                     | モンテロ                       |
| ホルヘ・ウィルステルマン     | コチャバンバ                   |
| ナシオナル・ポトシ           | ポトシ                         |
| オリエンテ・ペトロレロ       | サンタ・クルス・デ・ラ・シエラ |
| レアル・ポトシ               | ポトシ                         |
| レアル・サンタ・クルス       | サンタ・クルス・デ・ラ・シエラ |
| ロイヤル・パリ               | サンタ・クルス・デ・ラ・シエラ |
| サン・ホセ                   | オルロ                         |
| ザ・ストロンゲスト           | ラパス                         |

## 歴代優勝クラブ
| シーズン     | 優勝(回数)                    | 準優勝                      | 3位                                                         | ☆CL出場                                                                        | ★CS出場 |
| ------------ | ----------------------------- | --------------------------- | ----------------------------------------------------------- | ------------------------------------------------------------------------------ | --- |
| 1977         | ザ・ストロンゲスト☆ (1)       | オリエンテ・ペトロレロ☆     | ボリバル                                                    | 1978                                                                           | |
| 1978         | ボリバル☆ (1)                 | ホルヘ・ウィルステルマン☆   | オリエンテ・ペトロレロ                                      | 1979                                                                           | |
| 1979         | オリエンテ・ペトロレロ☆ (1)   | ザ・ストロンゲスト☆         | ブルーミング ボリバル                                       | 1980                                                                           | |
| 1980         | ホルヘ・ウィルステルマン☆ (1) | ザ・ストロンゲスト☆         | チャコ・ペトロレロ                                          | 1981                                                                           | |
| 1981         | ホルヘ・ウィルステルマン☆ (2) | ザ・ストロンゲスト☆         | ブルーミング                                                | 1982                                                                           | |
| 1982         | ボリバル☆ (2)                 | ブルーミング☆               | ホルヘ・ウィルステルマン                                    | 1983                                                                           | |
| 1983         | ボリバル☆ (3)                 | ブルーミング☆               | オリエンテ・ペトロレロ                                      | 1984                                                                           | |
| 1984         | ブルーミング☆ (1)             | ボリバル                    | オリエンテ・ペトロレロ☆（予選リーグ1位） ザ・ストロンゲスト | 1985                                                                           | |
| 1985         | ボリバル☆ (4)                 | ホルヘ・ウィルステルマン☆   | レアル・サンタ・クルス                                      | 1986                                                                           | |
| 1986         | ザ・ストロンゲスト☆ (2)       | オリエンテ・ペトロレロ☆     | なし                                                        | 1987                                                                           | |
| 1987         | ボリバル☆ (5)                 | オリエンテ・ペトロレロ☆     | なし                                                        | 1988                                                                           | |
| 1988         | ボリバル☆ (6)                 | ザ・ストロンゲスト☆         | なし                                                        | 1989                                                                           | |
| 1989         | ザ・ストロンゲスト☆ (3)       | オリエンテ・ペトロレロ☆     | なし                                                        | 1990                                                                           | |
| 1990         | オリエンテ・ペトロレロ☆ (2)   | ボリバル☆                   | なし                                                        | 1991                                                                           | |
| 1991         | ボリバル☆ (7)                 | サン・ホセ☆                 | オリエンテ・ペトロレロ                                      | 1992                                                                           | |
| 1992         | ボリバル☆ (8)                 | サン・ホセ☆                 | ホルヘ・ウィルステルマン                                    | 1993                                                                           | |
| 1993         | ザ・ストロンゲスト☆ (4)       | ボリバル☆                   | ブルーミング                                                | 1994                                                                           | |
| 1994         | ボリバル☆ (9)                 | ホルヘ・ウィルステルマン☆   | ザ・ストロンゲスト                                          | 1995                                                                           | |
| 1995         | サン・ホセ☆ (1)               | グアビラ☆                   | ボリバル                                                    | 1996                                                                           | |
| 1996         | ボリバル☆ (10)                | オリエンテ・ペトロレロ☆     | ザ・ストロンゲスト                                          | 1997                                                                           | |
| 1997         | ボリバル☆ (11)                | オリエンテ・ペトロレロ☆     | ブルーミング                                                | 1998                                                                           | |
| 1998         | ブルーミング☆ (2)             | ホルヘ・ウィルステルマン☆   | ザ・ストロンゲスト                                          | 1999                                                                           | |
| 1999         | ブルーミング☆ (3)             | ザ・ストロンゲスト☆         | ボリバル                                                    | 2000 ボリバル（1999通算2位）                                                   | |
| 2000         | ホルヘ・ウィルステルマン☆ (3) | オリエンテ・ペトロレロ☆     | ザ・ストロンゲスト                                          | 2001 ザ・ストロンゲスト（2000[C]2位）                                          | |
| 2001         | オリエンテ・ペトロレロ☆★ (3)  | ボリバル☆★                  | ザ・ストロンゲスト                                          | 2002 レアル・ポトシ（2001[C]2位）                                              | 2002 |
| 2002         | ボリバル☆ (12)                | オリエンテ・ペトロレロ      | ザ・ストロンゲスト                                          | 2003 オリエンテ・ペトロレロ（2002[C]2位） ザ・ストロンゲスト（2002[A]2位）     | - |
| 2003[A]      | ザ・ストロンゲスト☆★ (5)      | ボリバル☆★                  | ホルヘ・ウィルステルマン                                    | 2004                                                                           | 2003 |
| 2003[C]      | ザ・ストロンゲスト (6)        | ホルヘ・ウィルステルマン☆   | ボリバル                                                    | 2004                                                                           | - |
| 2004[A]      | ボリバル☆★ (13)               | アウロラ★                   | ホルヘ・ウィルステルマン                                    | 2005                                                                           | 2004 |
| 2004[C]      | ザ・ストロンゲスト☆ (7)       | オリエンテ・ペトロレロ☆     | レアル・ポトシ                                              | 2005                                                                           | - |
| 2005[AD]     | ボリバル☆★ (14)               | ザ・ストロンゲスト☆★        | オリエンテ・ペトロレロ☆                                     | 2006                                                                           | 2005 |
| 2005-06[A]   | ブルーミング☆ (4)             | ボリバル★                   | オリエンテ・ペトロレロ                                      | 2007                                                                           | 2006 |
| 2005-06[C]   | ボリバル☆ (15)                | レアル・ポトシ☆             | ウニベルシタリオ★                                           | 2007                                                                           | 2006 |
| 2006[ST]     | ホルヘ・ウィルステルマン★ (4) | レアル・ポトシ★             | オリエンテ・ペトロレロ                                      | -                                                                              | 2007 |
| 2007[A]      | レアル・ポトシ☆ (1)           | ボリバル★（プレーオフ敗者） | ラパス                                                      | 2008                                                                           | 2008 |
| 2007[C]      | サン・ホセ☆ (2)               | ラパス☆（プレーオフ勝者）   | ブルーミング★                                               | 2008                                                                           | 2008 |
| 2008[A]      | ウニベルシタリオ☆ (1)         | ラパス★                     | サン・ホセ                                                  | 2009 レアル・ポトシ（2008プレーオフ勝者）                                      | 2009 |
| 2008[C]      | アウロラ☆ (1)                 | ブルーミング★               | ラパス レアル・ポトシ                                       | 2009 レアル・ポトシ（2008プレーオフ勝者）                                      | 2009 |
| 2009[A]      | ボリバル☆ (16)                | レアル・ポトシ              | サン・ホセ★                                                 | 2010 レアル・ポトシ（2009プレーオフ勝者）                                      | 2010 ウニベルシタリオ（2010[A]下位リーグ勝者）                                                                                                 |
| 2009[C]      | ブルーミング☆ (5)             | ボリバル                    | ザ・ストロンゲスト オリエンテ・ペトロレロ★                  | 2010 レアル・ポトシ（2009プレーオフ勝者）                                      | 2010 ウニベルシタリオ（2010[A]下位リーグ勝者）                                                                                                 |
| 2010[A]      | ホルヘ・ウィルステルマン☆ (5) | オリエンテ・ペトロレロ      | アウロラ                                                    | 2011                                                                           | 2011 ザ・ストロンゲスト（2010[A]4位） サン・ホセ（Torneo de Invierno 準優勝）                                                                  |
| 2010[C]      | オリエンテ・ペトロレロ☆ (4)   | ボリバル☆                   | アウロラ★                                                   | 2011                                                                           | 2011 ザ・ストロンゲスト（2010[A]4位） サン・ホセ（Torneo de Invierno 準優勝）                                                                  |
| 2011[AD]     | ボリバル☆ (17)                | レアル・ポトシ☆             | オリエンテ・ペトロレロ★                                     | 2012                                                                           | 2012 アウロラ（11-12[A]4位） ブルーミング（11-12[C]5位）                                                                                       |
| 2011-12[A]   | ザ・ストロンゲスト☆ (8)       | ウニベルシタリオ★           | オリエンテ・ペトロレロ                                      | 2012                                                                           | 2012 アウロラ（11-12[A]4位） ブルーミング（11-12[C]5位）                                                                                       |
| 2011-12[C]   | ザ・ストロンゲスト☆★ (9)      | サン・ホセ☆                 | オリエンテ・ペトロレロ★（プレーオフ敗者）                   | 2013                                                                           | 2013 ブルーミング（12-13[A]4位） レアル・ポトシ（12-13[A]5位）                                                                                 |
| 2012-13[A]   | ザ・ストロンゲスト (10)       | サン・ホセ                  | ボリバル☆（プレーオフ勝者）                                 | 2013                                                                           | 2013 ブルーミング（12-13[A]4位） レアル・ポトシ（12-13[A]5位）                                                                                 |
| 2012-13[C]   | ボリバル☆ (18)                | オリエンテ・ペトロレロ☆     | サン・ホセ★                                                 | 2014                                                                           | 2014 ホルヘ・ウィルステルマン（13-14[A]4位） ナシオナル・ポトシ（13-14[A]5位） ウニベルシタリオ（13-14[A]6位）                                 |
| 2013-14[A]   | ザ・ストロンゲスト☆ (11)      | ボリバル                    | サン・ホセ                                                  | 2014                                                                           | 2014 ホルヘ・ウィルステルマン（13-14[A]4位） ナシオナル・ポトシ（13-14[A]5位） ウニベルシタリオ（13-14[A]6位）                                 |
| 2013-14[C]   | ウニベルシタリオ☆ (2)         | サン・ホセ☆                 | ザ・ストロンゲスト☆                                         | 2015                                                                           | 2015 レアル・ポトシ（13-14[C]4位） ボリバル（13-14[C]5位） アウロラ（13-14[C]6位） オリエンテ・ペトロレロ（13-14[C]7位）                       |
| 2014-15[A]   | ボリバル☆★ (19)               | オリエンテ・ペトロレロ      | ザ・ストロンゲスト                                          | 2016 ザ・ストロンゲスト（14-15通算2位） オリエンテ・ペトロレロ（14-15通算3位） | 2016 ホルヘ・ウィルステルマン（14-15通算4位） ブルーミング（14-15通算5位） レアル・ポトシ（14-15通算6位）                                      |
| 2014-15[C]   | ボリバル (20)                 | ザ・ストロンゲスト          | ホルヘ・ウィルステルマン                                    | 2016 ザ・ストロンゲスト（14-15通算2位） オリエンテ・ペトロレロ（14-15通算3位） | 2016 ホルヘ・ウィルステルマン（14-15通算4位） ブルーミング（14-15通算5位） レアル・ポトシ（14-15通算6位）                                      |
| 2015-16[A]   | スポルト・ボーイズ☆ (1)       | ボリバル                    | ザ・ストロンゲスト                                          | 2017 ザ・ストロンゲスト（15-16通算1位） ウニベルシタリオ（15-16通算3位）       | 2017 ボリバル（15-16通算5位） オリエンテ・ペトロレロ（15-16通算6位） ナシオナル・ポトシ（15-16通算7位） ペトロレロ（15-16通算8位）             |
| 2015-16[C]   | ホルヘ・ウィルステルマン☆ (6) | ザ・ストロンゲスト          | ウニベルシタリオ                                            | 2017 ザ・ストロンゲスト（15-16通算1位） ウニベルシタリオ（15-16通算3位）       | 2017 ボリバル（15-16通算5位） オリエンテ・ペトロレロ（15-16通算6位） ナシオナル・ポトシ（15-16通算7位） ペトロレロ（15-16通算8位）             |
| 2016-17[16A] | ザ・ストロンゲスト☆ (12)      | ボリバル                    | オリエンテ・ペトロレロ                                      | 2018 オリエンテ・ペトロレロ（16-17通算4位）                                    | 2018 ブルーミング（16-17通算4位） グアビラ（16-17通算6位） サン・ホセ（16-17通算7位） ナシオナル・ポトシ（16-17通算8位）                       |
| 2016-17[17A] | ボリバル☆ (21)                | ザ・ストロンゲスト          | グアビラ                                                    | 2018 オリエンテ・ペトロレロ（16-17通算4位）                                    | 2018 ブルーミング（16-17通算4位） グアビラ（16-17通算6位） サン・ホセ（16-17通算7位） ナシオナル・ポトシ（16-17通算8位）                       |
| 2016-17[C]   | ボリバル (22)                 | ザ・ストロンゲスト          | ホルヘ・ウィルステルマン☆                                   | 2018 オリエンテ・ペトロレロ（16-17通算4位）                                    | 2018 ブルーミング（16-17通算4位） グアビラ（16-17通算6位） サン・ホセ（16-17通算7位） ナシオナル・ポトシ（16-17通算8位）                       |
| 2018[A]      | ホルヘ・ウィルステルマン☆ (7) | ザ・ストロンゲスト          | サン・ホセ                                                  | 2019 ボリバル（2018通算4位）                                                   | 2019 ロイヤル・パリ（2018通算5位） オリエンテ・ペトロレロ（2018通算6位） ナシオナル・ポトシ（2018通算7位） グアビラ（2018[A]プレーオフ勝者）   |
| 2018[C]      | サン・ホセ☆ (3)               | ザ・ストロンゲスト☆         | ロイヤル・パリ                                              | 2019 ボリバル（2018通算4位）                                                   | 2019 ロイヤル・パリ（2018通算5位） オリエンテ・ペトロレロ（2018通算6位） ナシオナル・ポトシ（2018通算7位） グアビラ（2018[A]プレーオフ勝者）   |
| 2019[A]      | ボリバル☆ (23)                | ザ・ストロンゲスト          | ナシオナル・ポトシ                                          | 2020 ザ・ストロンゲスト（2019通算2位） サン・ホセ（2019通算4位）               | 2020 ナシオナル・ポトシ（2019通算5位） ブルーミング（2019通算6位） オールウェイズ・レディ（2019通算7位） オリエンテ・ペトロレロ（2019通算8位） |
| 2019[C]      | ホルヘ・ウィルステルマン☆ (8) | ザ・ストロンゲスト          | ボリバル                                                    | 2020 ザ・ストロンゲスト（2019通算2位） サン・ホセ（2019通算4位）               | 2020 ナシオナル・ポトシ（2019通算5位） ブルーミング（2019通算6位） オールウェイズ・レディ（2019通算7位） オリエンテ・ペトロレロ（2019通算8位） |

- [A] = アペルトゥーラ（Apertura、前期）
- [C] = クラウスーラ（Clausura、後期）
- [ST] = セグンド・トルネオ（Segundo Torneo、暦年方式移行のための特別シーズン）
- [AD] = アデクアシオン（Adecuación、越年方式移行のための特別シーズン）

## クラブ別優勝回数（プロ化以降）
2019[C]終了時点
| クラブ                   | 回数 | 年 |
| ------------------------ | ---- | --- |
| ボリバル                 | 23   | 1978, 1982, 1983, 1985, 1987, 1988, 1991, 1992, 1994, 1996, 1997, 2002, 2004[A], 2005[AD], 2006[A], 2009[A], 2011[AD], 2012-13[C], 2014-15[A],2014-15[C], 2016-17[17A], 2016-17[C], 2019 [A] |
| ザ・ストロンゲスト       | 12   | 1977, 1986, 1989, 1993, 2003[A], 2003[C], 2004[C], 2011-12[A], 2011-12[C], 2012-13[A], 2013-14[A], 2016-17 [16A]                                                                             |
| ホルヘ・ウィルステルマン | 8    | 1980, 1981, 2000, 2006[C], 2010[A], 2015-16 [C], 2018 [A], 2019 [C] |
| ブルーミング             | 5    | 1984, 1998, 1999, 2005[A], 2009[C] |
| オリエンテ・ペトロレロ   | 4    | 1979, 1990, 2001, 2010[C] |
| サン・ホセ               | 3    | 1995, 2007[C], 2018 [C] |
| ウニベルシタリオ         | 2    | 2008[A], 2013-14 [C] |
| アウロラ                 | 1    | 2008[C] |
| レアル・ポトシ           | 1    | 2007[A] |
| スポルト・ボーイズ       | 1    | 2015-16 [A] |

## 歴代優勝監督
| シーズン   | 名前                           | クラブ                 |
| ---------- | ------------------------------ | ---------------------- |
| 1977       | Freddy Valda                   | ザ・ストロンゲスト     |
| 1978       | Ramiro Blacutt                 | ボリバル               |
| 1979       | アントニオ・バルデス           | オリエンテ・ペトロレロ |
| 1980       | ラウール・ピノ                 | ウィルステルマン       |
| 1981       | カルロス・トリゴ               | ウィルステルマン       |
| 1982       | ウィルフレード・カマーチョ     | ボリバル               |
| 1983       | ウンベルト・フローレス         | ボリバル               |
| 1984       | ラウール・ピノ                 | ブルーミング           |
| 1985       | モイセス・バラク               | ボリバル               |
| 1986       | フアン・ファリアス             | ザ・ストロンゲスト     |
| 1987       | ホルヘ・フスティニアノ         | ボリバル               |
| 1988       | Jorge Habegger                 | ボリバル               |
| 1989       | モイセス・バラク               | ザ・ストロンゲスト     |
| 1990       | アントニオ・デ・ラ・セルダ     | オリエンテ・ペトロレロ |
| 1991       | モイセス・バラク               | ボリバル               |
| 1992       | ヴィタリー・シェフチェンコ     | ボリバル               |
| 1993       | カルロス・アラゴネス           | ザ・ストロンゲスト     |
| 1994       | アントニオ・ロペス             | ボリバル               |
| 1995       | リカルド・ロルダン             | サン・ホセ             |
| 1996       | Jorge Habegger                 | ボリバル               |
| 1997       | ルイス・オロスコ               | ボリバル               |
| 1998       | カルロス・アラゴネス           | ブルーミング           |
| 1999       | カルロス・アラゴネス           | ブルーミング           |
| 2000       | ティト・モンターニョ           | ウィルステルマン       |
| 2001       | ビクトル・ウーゴ・アンテロ     | オリエンテ・ペトロレロ |
| 2002       | ブラディミール・ソリア         | ボリバル               |
| 2003[A]    | ネストル・クラウセン           | ザ・ストロンゲスト     |
| 2003[C]    | ネストル・クラウセン           | ザ・ストロンゲスト     |
| 2004[A]    | ブラディミール・ソリア         | ボリバル               |
| 2004[C]    | ルイス・ガラルザ               | ザ・ストロンゲスト     |
| 2005[AD]   | アドブル・アラマヨ             | ボリバル               |
| 2005-06[A] | グスタボ・クインテロス         | ブルーミング           |
| 2005-06[C] | カルロス・アラゴネス           | ボリバル               |
| 2006[ST]   | マウリシオ・ソリア             | ウィルステルマン       |
| 2007[A]    | マウリシオ・ソリア             | レアル・ポトシ         |
| 2007[C]    | マルコ・フェルフィーノ         | サン・ホセ             |
| 2008[A]    | エドゥアルド・ビジェガス       | ウニベルシタリオ       |
| 2008[C]    | フリオ・セサル・バルディビエソ | アウロラ               |
| 2009[A]    | グスタボ・クインテロス         | ボリバル               |
| 2009[C]    | ビクトル・ウーゴ・アンドラダ   | ブルーミング           |
| 2010[A]    | エドゥアルド・ビジェガス       | ウィルステルマン       |
| 2010[C]    | グスタボ・クインテロス         | オリエンテ・ペトロレロ |
| 2011[AD]   | ギジェルモ・アンヘル・オヨス   | ボリバル               |
| 2011-12[A] | マウリシオ・ソリア             | ザ・ストロンゲスト     |
| 2011-12[C] | エドゥアルド・ビジェガス       | ザ・ストロンゲスト     |
| 2012-A     | エドゥアルド・ビジェガス       | ザ・ストロンゲスト     |
| 2013-C     | ミゲル・アンヘル・ポルトゥガル | ボリバル               |
| 2013-A     | エドゥアルド・ビジェガス       | ザ・ストロンゲスト     |
| 2014-C     | ハビエル・ベガ                 | ウニベルシタリオ       |
| 2014-A     | ハビエル・アスカルゴルタ       | ボリバル               |
| 2015-C     | ハビエル・アスカルゴルタ       | ボリバル               |
| 2015-A     | カルロス・レーブ               | スポルト・ボーイズ     |
| 2016-C     | フリオ・アルベルト・サモラ     | ウィルステルマン       |
| 2016-A     | セサル・ファリアス             | ザ・ストロンゲスト     |
| 2017-A     | ベニャ・サン・ホセ             | ボリバル               |
| 2017-C     | ベニャ・サン・ホセ             | ボリバル               |
| 2018-A     | アルバロ・ペーニャ             | ウィルステルマン       |
| 2018-C     | エドゥアルド・ビジェガス       | サン・ホセ             |
| 2019-A     | César Vigevani                 | ボリバル               |
| 2019-C     | Christian Díaz                 | ウィルステルマン       |

## 昇格・降格記録
| シーズン | 翌シーズンに2部へ降格                     | チーム数 | 翌シーズンに1部へ昇格                               |
| -------- | ----------------------------------------- | -------- | --------------------------------------------------- |
| 1995     | サイクロン ブルーミング                   | 12       | デポルティーボ・ムニシパル チャコ・ペトロレロ       |
| 1996     | ストーマーズ                              | 12       | ブルーミング                                        |
| 1997     | デポルティーボ・ムニシパル                | 12       | レアル・バミン・ポトシ                              |
| 1998     | チャコ・ペトロレロ                        | 12       | ウニオン・セントラル                                |
| 1999     | デストロイヤーズ サン・ホセ・デ・オルロ   | 12       | アトレティコ・ポンページャ マリスカル・ブラウン     |
| 2000     | アトレティコ・ポンページャ                | 12       | イベロアメリカーナ                                  |
| 2001     | レアル・サンタ・クルス                    | 12       | サン・ホセ・デ・オルロ                              |
| 2002     | マリスカル・ブラウン                      | 12       | アウロラ                                            |
| 2003     | インデペンディエンテ・ペトロレロ グアビラ | 12       | ラパスFC レアル・サンタ・クルス                     |
| 2004     | レアル・サンタ・クルス                    | 12       | デストロイヤーズ                                    |
| 2005     | イベロアメリカーナ                        | 12       | ウニベルシタリオ                                    |
| 2006     | ウニオン・セントラル                      | 12       | レアル・マモレ                                      |
| 2007     | デストロイヤーズ                          | 12       | グアビラ                                            |
| 2008     | グアビラ                                  | 12       | ナシオナル・ポトシ                                  |
| 2009     | ナシオナル・ポトシ                        | 12       | グアビラ                                            |
| 2010     | ウィルステルマン                          | 12       | ナシオナル・ポトシ                                  |
| 2011-12  | レアル・マモレ グアビラ                   | 12       | ペトロレロ ウィルステルマン                         |
| 2012-13  | ラパスFC ペトロレロ                       | 12       | グアビラ スポルト・ボーイズ                         |
| 2013-14  | グアビラ アウロラ                         | 12       | ウニベルシタリオ・デ・パンド ペトロレロ             |
| 2014-15  | ウニベルシタリオ・デ・パンド              | 12       | シクロン                                            |
| 2015-16  | シクロン                                  | 12       | グアビラ                                            |
| 2016-17  | ペトロレロ                                | 12       | アウロラ ロイヤル・パリ デストロイヤーズ            |
| 2018     | ウニベルシタリオ                          | 14       | オールウェイズ・レディ                              |
| 2019     | デストロイヤーズ スポルト・ボーイズ       | 14       | アトレティコ・パルマフロール レアル・サンタ・クルス |

## 歴代通算得点数ランキング
| 順位 | 名前                           | 所属年度  | 得点数 |
| ---- | ------------------------------ | --------- | ------ |
| 1    | ビクトル・ウーゴ・アンテロ     | 1983-2000 | 350    |
| 2    | フアン・カルロス・サンチェス   | 1979-1992 | 261    |
| 3    | ルイス・フェルナンド・サリナス | 1980-1993 | 201    |
| 4    | ヘスス・レイナルド             | 1977-1993 | 196    |
| 5    | ラウル・オラシオ・バルデッサリ | 1978-1988 | 161    |
| 6    | リンベルグ・グティエレス       | 1997-     | 157    |
| 7    | ホアキン・ボテロ               | 1997-     | 144    |
| 8    | クリスティーノ・ハラ           | 1998-     | 141    |
| 9    | シルビオ・エドムンド・ロハス   | 1977-1992 | 140    |
| 10   | ルイス・ウィリアム・ラマージョ | 1982-1999 | 138    |
| 11   | フアン・ベルティ・スアレス     | 1990-2000 | 135    |
| 12   | エルウィン・ロメロ             | 1977-1992 | 134    |
| 13   | カルロス・フェルナンド・ボルハ | 1977-1995 | 129    |
| 14   | アルトゥーロ・ガルシア         | 1983-1999 | 129    |
| 15   | ホルヘ・ヒラノ                 | 1986-1992 | 124    |